# Hexano-2-amina
Hexano-2-amina, 2-aminoexano, 2-hexanamina, 1-metil-pentilamina ou sec-hexil amina, é o composto orgânico de fórmula C6H15N, SMILES CCCCC(C)N e massa molecular 101,190002. Apresenta densidade de 0,8±0,1 g/cm3, ponto de ebulição 115,999 °C a 760 mmHg e ponto de fulgor 25,7±13,0 °C.